# エイブ・コールマン
エイブ・ケルマー（Abe Kelmer）またはアッバ・ケルマー（Abba Kelmer）（1905年9月20日 -  2007年3月28日）は、ポーランド人プロレスラー、プロモーター、レフリーであり、エイブ・コールマン（Abe Coleman）、Hebrew Hercules（ヘブライ人のヘラクレス）、Jewish Tarzan（ユダヤ人のターザン）というリングネームで知られた。死去時には世界最高齢の元プロレスラーであったと考えられる。

## 若年期
ケルマーは1905年にポーランドのジフリンのユダヤ人の家系に生まれた。父親は石炭売りであった。15人のの兄と姉がおり、兄弟の一部はホロコーストで殺された。1923年、カナダ、マニトバ州ウィニペグに移住し、その後、アメリカ合衆国ニューヨーク市へ移った。

## プロレスでの経歴
Canadian Online Explorerのグレッグ・オリバーによると、ケルマーのプロレスデビューに関しては論争がある。1929年、地方のプロモーターであるRudy Millerがブルックリンのジムで運動後のコールマンを見て、25米ドル（2021年の価値で390米ドル）でプロレスデビューを提案したとされる。にもかかわらず、前年の1928年3月19日には、「エイブ・コールマン」というレスラーがマディソン・スクエア・ガーデンでGeorge Deslonchampsを引き分けている。この「エイブ・コールマン」がケルマーなのか、あるいは同じリングネームの別人なのかは不明である。
コールマンはドロップキックを考案したとされる。コールマンはこの技を「カンガルーキック」と呼んでいた。コールマンは、1930年のオーストラリア巡業の際に見たカンガルーからこの技を着想した、と主張した。
コールマンはチャンピオンになったことはなく、信頼できるミッドカード要員であった。1930年代、コールマンは、メキシコシティの闘牛場で開催された試合で、6万人の観客の前でジム・ロンドスを破った。3万6千人の観客の前で行われた1936年のマン・マウンテン・ディーンとの試合では、コールマンはディーンをグラウンドに叩き付け、リングマットを破壊した。
引退後はプロレスのレフェリーとなった。また、プロモーターとして興行を主催した。

## 私生活
ケルマーは1936年にJune Millerと出会った。マディソンスクエアガーデンでの試合でリングから投げられた後に彼女の膝に着地したのが出会いだったとケルマーは語っている。2人は3年後の1939年に結婚した。子供はおらず、ミラーは1987年に死去した。ケルマーはニューヨーク州フォレスト・ヒルズで暮らした。
プロレスを離れると、ポーカーや競馬を好んだ。
晩年、ケルマーは、主に車椅子を使用し、Meadow Parkリハビリテーション・ヘルスケアセンターで暮らした。2007年3月28日、クイーンズにある介護施設で、腎不全により死去した。